# Моше Арбель
Моше Арбель (івр. משה ארבל; нар. 26 грудня 1983, Петах-Тіква) — ізраїльський політичний діяч, депутат Кнесету від партії ШАС. З 19 квітня 2023 року обіймає посаду міністра внутрішніх справ Ізраїлю
З 19 квітня до 12 жовтня 2023 року також займав посаду міністра охорони здоров'я Ізраїлю.
Одружений, має чотирьох дітей, живе в Петах-Тікві.